# Marie Janson
Marie Janson (Bruselas, 23 de julio de 1873 - 8 de marzo de 1960) fue una política belga. Fue la primera mujer belga en convertirse en miembro del Senado, y lo hizo 27 años antes de que las mujeres tuvieran derecho al voto en su país natal.

## Biografía
Marie Janson proviene de una familia políticamente comprometida de cinco hijos. Su padre fue Paul Janson, abogado, concejal municipal de Bruselas, y miembro del ala progresista del movimiento liberal belga. Antes de casarse, su madre, Anna-Augustine Amoré, enseñaba geografía en la escuela de Isabelle Gatti de Gamond en Bruselas. Su hermano fue el político Paul-Emile Janson, primer ministro desde noviembre de 1937 hasta mayo de 1938. Criada en un ambiente burgués e intelectual, ingresó en la escuela de Isabelle Gatti de Gamond y se graduó como regente. Posteriormente, Janson se hizo amiga de Isabelle Gatti de Gamond, quien sería una gran influencia en su futura carrera política.
Se casó el 22 de julio de 1894 con Paul Spaak, abogado de Bruselas y dramaturgo, con quien tuvo cuatro hijos: Madeleine, Paul-Henri Spaak, Charles Spaak y Claude Spaak. Paul-Henri Spaak llegó a primer ministro, ministro de Asuntos Exteriores y Secretario General de la OTAN. Charles Spaak es guionista, por ejemplo de La Grande Illusion de Jean Renoir y La Belle Équipe de Julien Duvivier.

## Carrera política
Marie Janson estuvo inmersa en la política desde pequeña. Su carrera y orientación política estuvieron influenciadas en gran medida por la Primera Guerra Mundial. Como parte de la clase burguesa, participó en obras de caridad, descubriendo así la miseria en la que vivían las familias desfavorecidas.
Cuando terminó la guerra, decidió dedicarse a la política y, con su hijo menor, Paul-Henri, se afiliaron al Partido de los Trabajadores Belga. Fue elegida representante del barrio bruselense de Saint-Gilles en las elecciones municipales de 1921. Toda su campaña giraba en torno al concepto de “ama de casa". Algunos meses más tarde, el Consejo general del partido, a propuesta de Emile Vandervelde, designó a Marie Spaak-Janson senadora. El 27 de diciembre de 1921 hizo historia y se convirtió en la primera mujer belga miembro del parlamento.
Este nombramiento no habría sido posible sin varios cambios legislativos. Cuando nació Marie Spaak-Janson, la política estaba reservada a los hombres. Fue durante el periodo de entreguerras cuando se puso fin a esta situación: el 15 de noviembre de 1920, las mujeres dejaron de estar excluidas de la posibilidad de ser elegibles para la Cámara de Representantes. Diez meses después, el 15 de octubre de 1921, podían ser elegidas directamente para el Senado. Las mujeres pueden ser nombradas senadoras provinciales o por cooptación según la ley del 21 de octubre de 1921; así fue como Marie Spaak-Janson fue designada primera senadora cooptada en noviembre de ese mismo año.

### Reseñas
Esta elección simbólica de una senadora hizo correr ríos de tinta. Si bien muchas personas estaban encantadas, Janson no se libró de las críticas de algunos. El semanario ¿Por qué no? no dudó en comentar:
- “La Sra. Spaak no es más que una falsa ama de casa, una ama de casa aficionada que nunca ha tenido en sus blancas manos ni un recogedor, ni una escoba, ni un trapo, ni nada, y que apenas sabe lo que es un libro de cuentas. En realidad, es una intelectual, una política que, en sus carteles electorales, se autodenominaba ama de casa, porque es una etiqueta que, con el votante consciente y organizado, vale casi tanto como la de maestra o encantadora.”[4][1]

Aunque fue criticada, no sólo como mujer sino también como burguesa, su mandato como senadora se mantuvo hasta 1958. Durante su tiempo en el Senado, Janson demostró un trabajo serio, lo que le otorgó un prestigio indiscutible. Sus numerosas intervenciones se refieren fundamentalmente a la enseñanza, la infancia, la situación de la mujer y la lucha contra el alcoholismo. Ella, que tuvo que esperar hasta 1948 para poder disfrutar del derecho de voto, ya era autora de varias propuestas legislativas, sobre seguro de maternidad, organización de la educación superior para las jóvenes, contrato de trabajo de “gente de la casa», una modificación del trabajo nacional sobre la infancia y la creación de una universidad de habla neerlandesa en Gante.
Janson fue también pionera al convertirse en la primera mujer en presidir una asamblea parlamentaria belga. En efecto, el 11 de noviembre de 1952, presidió, como miembro de mayor edad, la sesión inaugural del Senado.
Como muchas mujeres socialistas, Janson se presenta constantemente como “ama de casa y madre“, otorgando un interés específico a la infancia (especialmente en el orfanato racionalista). En 1922, junto con Arthur Jauniaux, fundó el movimiento de las Mujeres Socialistas Previsoras.
Las Mujeres Socialistas Previsoras (el FPS) ha liderado muchas batallas por las mujeres, como el derecho de las mujeres a la salud, el sufragio femenino, el derecho de las mujeres al trabajo, el derecho de las niñas a la educación y muchas más. El FPS se dirige principalmente a mujeres de clase trabajadora, lo que la diferencia de los movimientos feministas tradicionales.
La creación de este movimiento feminista de izquierda constituye un punto de inflexión en la percepción del papel de la mujer en la lucha por la emancipación de la clase trabajadora.
«La historia de las Mujeres Socialistas Previsoras es la hermosa historia de un grupo de mujeres que querían luchar por la emancipación de la mujer trabajadora transmitiendo los valores de igualdad, libertad y solidaridad.»
Este movimiento todavía existe hoy y reúne a 10 grupos regionales así como a 200 grupos locales activos en el territorio de la comunidad francófona.
Además del FPS, Marie Janson también dirigió durante muchos años el Gremio Nacional de Cooperadoras e influyó intensamente en el Comité Nacional de Mujeres Socialistas.

## Premios y reconocimientos
A través de su acción dentro del movimiento socialista de mujeres y como primera parlamentaria, Marie Spaak-Janson dejó su huella en la historia de las mujeres en Bélgica. Ella siempre rechazó las distinciones honoríficas. Aunque fue pionera del movimiento feminista y símbolo de la emancipación femenina, fue objeto de los prejuicios de su época, que definían a las mujeres en términos de hombres. Tras su muerte las referencias a ella suelen ser como la hija de Paul Janson, hermana de Paul-Émile Janson y madre de Paul-Henri Spaak.
Una plaza de Saint-Gilles lleva su nombre.  Además, se la ha reconocido a través de un sello y una moneda conmemorativa.